# Ilha do Retiro
Ilha do Retiro är en ö i Brasilien.   Den ligger i delstaten Minas Gerais, i den östra delen av landet, 400 km öster om huvudstaden Brasília.
Omgivningarna runt Ilha do Retiro är huvudsakligen savann. Runt Ilha do Retiro är det glesbefolkat, med 12 invånare per kvadratkilometer.